# День Народной Апрельской революции
День Народной Апрельской революции (кирг. Кыргызстанда Элдик Апрель революциясы күнү) — ежегодно отмечающийся 7 апреля в Кыргызстане праздник. 

## История
История праздника связана с «тюльпановой» революцией 2005 года, когда первый президент Кыргызстана Аскар Акаев был свергнут, а место президента занял Курманбек Бакиев, также покинувший пост в 2010 году в результате революции.
7 апреля 2010 года участники протеста штурмовали здание правительства Киргизии. На улицах Бишкека происходили массовые беспорядки и столкновения, в результате которых погибло 86 человек и ещё сотни получили тяжёлые ранения. В ноябре 2011 года парламент Киргизии принял закон о провозглашении 7 апреля Днём народной апрельской революции.
В 2016 году Алмазбеком Атамбаевым были внесены поправки в действующее законодательство, согласно которым 7 апреля объявлен выходным днём.